# Phanaspa ochracea
Phanaspa ochracea là một loài bướm đêm trong họ Erebidae.